# Паральша (река)
Паральша — река в России, протекает по Ибресинскому району Чувашской Республики. Устье реки находится в 72 км от устья Кири по левому берегу. Длина реки составляет 13 км, площадь водосборного бассейна — 34,7 км².
Исток реки в лесах в 20 км к юго-западу от посёлка Ибреси. Река течёт на северо-восток, протекает деревни Новая Жизнь и Берёзовка.

## Данные водного реестра
По данным государственного водного реестра России относится к Верхневолжскому бассейновому округу, водохозяйственный участок реки — Сура от устья реки Алатырь и до устья, речной подбассейн реки — Сура. Речной бассейн реки — (Верхняя) Волга до Куйбышевского водохранилища (без бассейна Оки).
Код объекта в государственном водном реестре — 08010500412110000038992.